# Galleria Alberto Sordi
La galleria Alberto Sordi (già galleria Colonna) è un edificio di Roma, situato in piazza Colonna, inaugurato il 20 ottobre 1922. È una delle sedi della Presidenza del Consiglio dei ministri. Ha al suo interno una galleria commerciale con quindici negozi.
Riaperta il 7 dicembre 2003 dopo la ristrutturazione, fu intitolata all'attore romano Alberto Sordi, scomparso proprio quell'anno, il 24 febbraio 2003.

## Storia
La storia della galleria risale al 1872, anno in cui fu proposto l'ampliamento della antistante piazza Colonna, per adeguarla alle mutate esigenze della zona, dopo l'insediamento della Camera dei deputati nel vicino palazzo di Montecitorio.
Al suo posto sorgeva all'epoca il seicentesco palazzo Spada al Corso, allora noto come "palazzo Piombino", in quanto acquistato nel 1819 dal duca di Piombino e di proprietà Boncompagni Ludovisi. La sua demolizione, già proposta nel 1882, fu a lungo contrastata dai proprietari e solo nel 1888 si arrivò ad un accordo. I Boncompagni ricostruirono il proprio palazzo (palazzo Piombino Margherita), oggi sede dell'ambasciata statunitense, in un'area della lottizzazione di villa Ludovisi.
Dopo la demolizione si susseguirono ipotesi e progetti, mentre l'area veniva saltuariamente utilizzata per sistemazioni effimere (un giardinetto con resti archeologici nel 1904 in occasione della visita del presidente francese Émile Loubet o un padiglione provvisorio con teatro e birreria in occasione dell'Esposizione nazionale del 1911). 
Per la costruzione della galleria vennero presentati inizialmente circa 70 progetti, nessuno dei quali venne tuttavia approvato. 
In una successiva fase di concorso venne scelto un progetto redatto dagli architetti Penso e Minozzi: l'opera venne tuttavia abbandonata non avendo trovato finanziatori. Nel 1911 la giunta capitolina approvò il progetto, che venne tuttavia sottoposto poi a varianti e modifiche.
La nuova galleria venne inaugurata il 20 ottobre del 1922, ma fu del tutto terminata solo nel 1940, sotto la direzione dell'architetto Giorgio Calza Bini.
La Galleria Alberto Sordi è stata acquistata nel 2009 dal Fondo Donatello, Comparto David, di Sorgente Group, e nel 2018 è passata di proprietà al Fondo Megas, gestito da Prelios.

## Galleria d'immagini

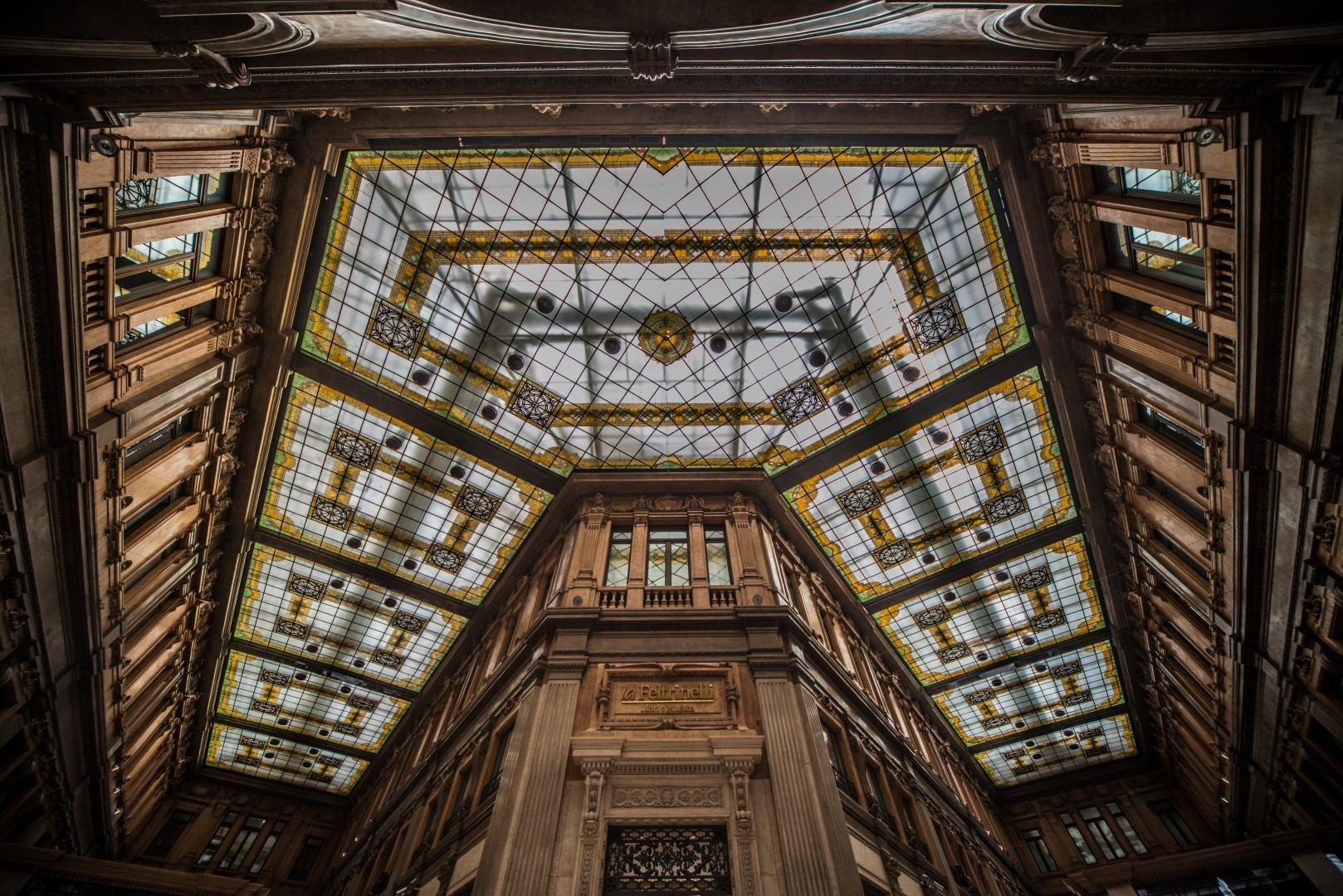
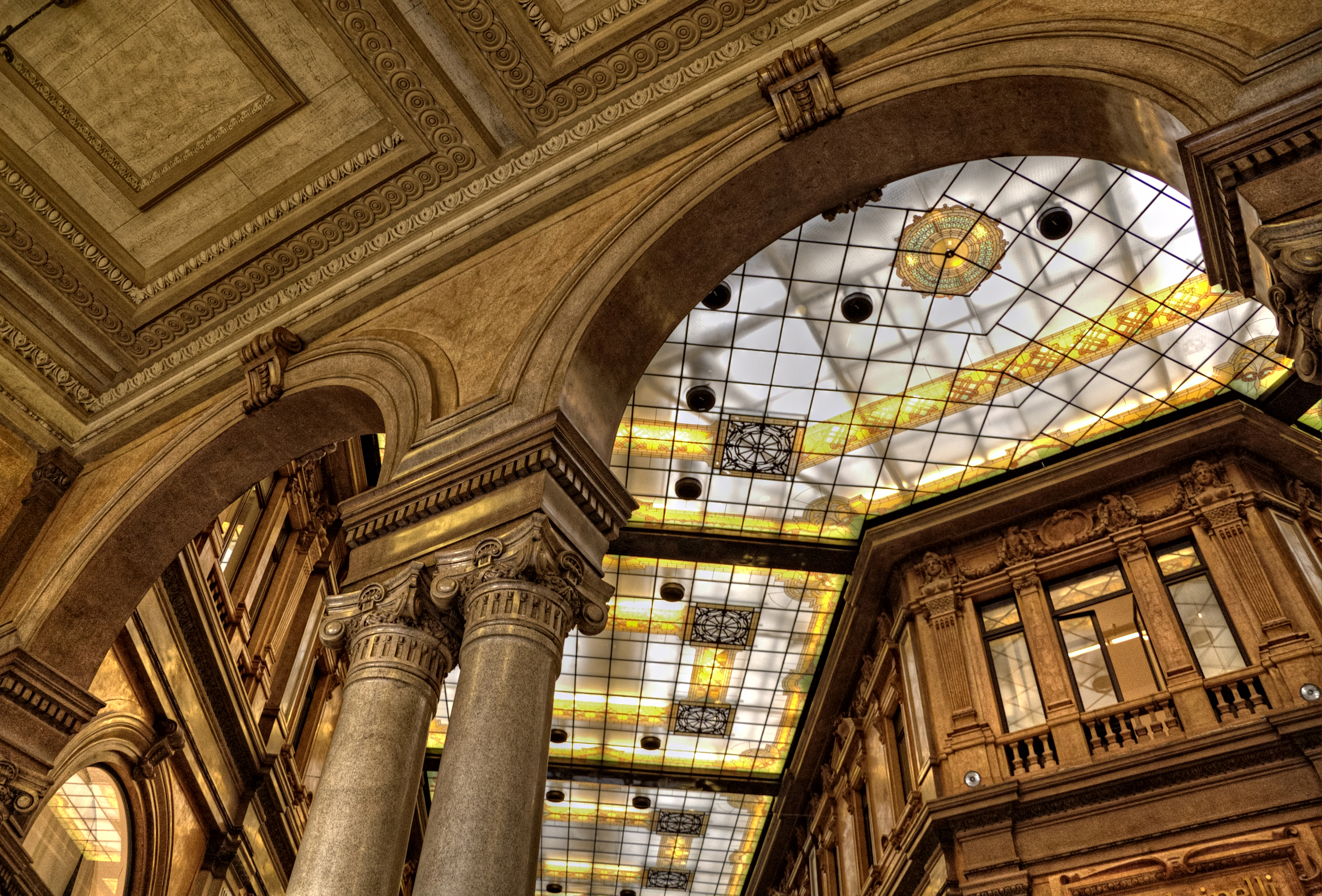
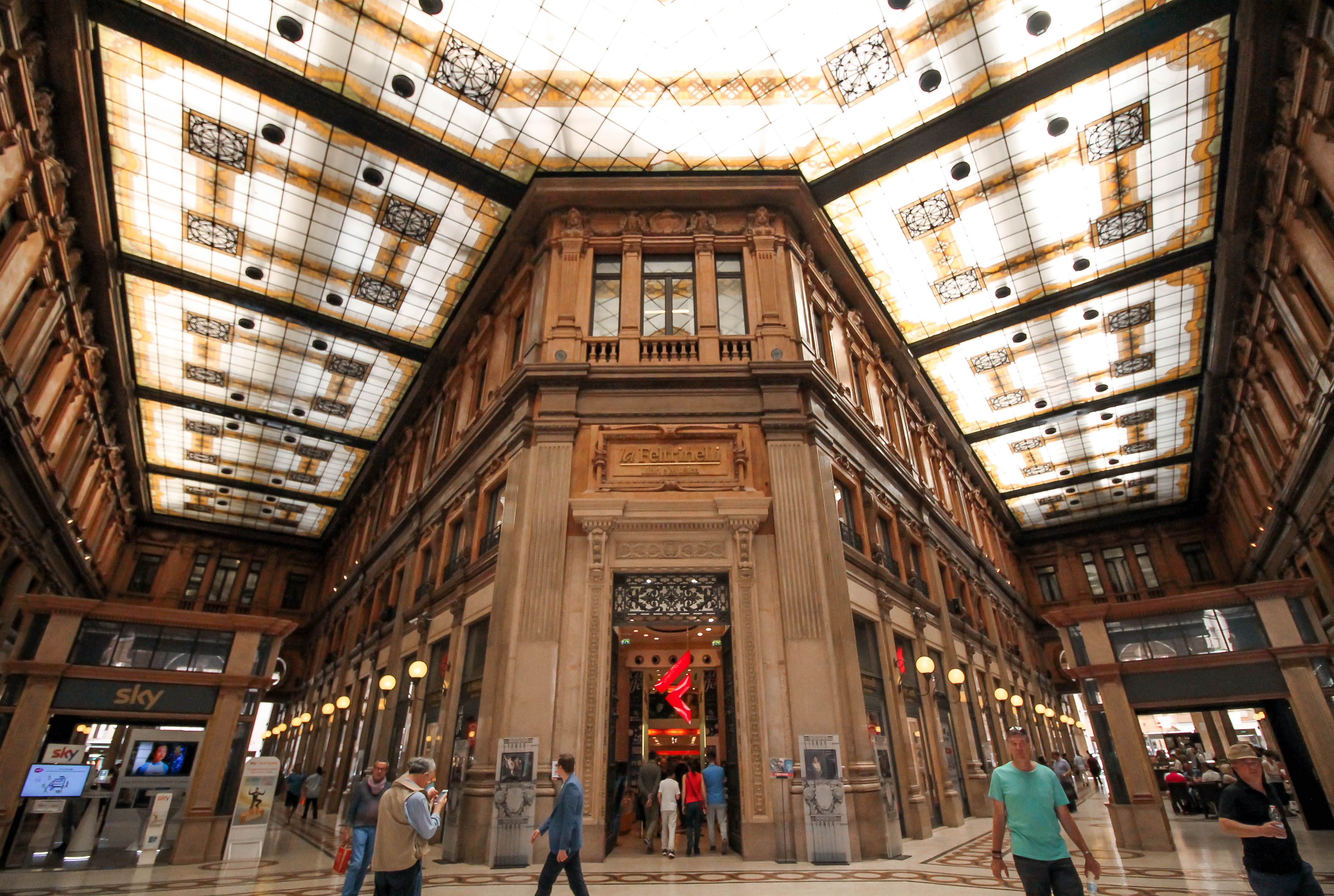
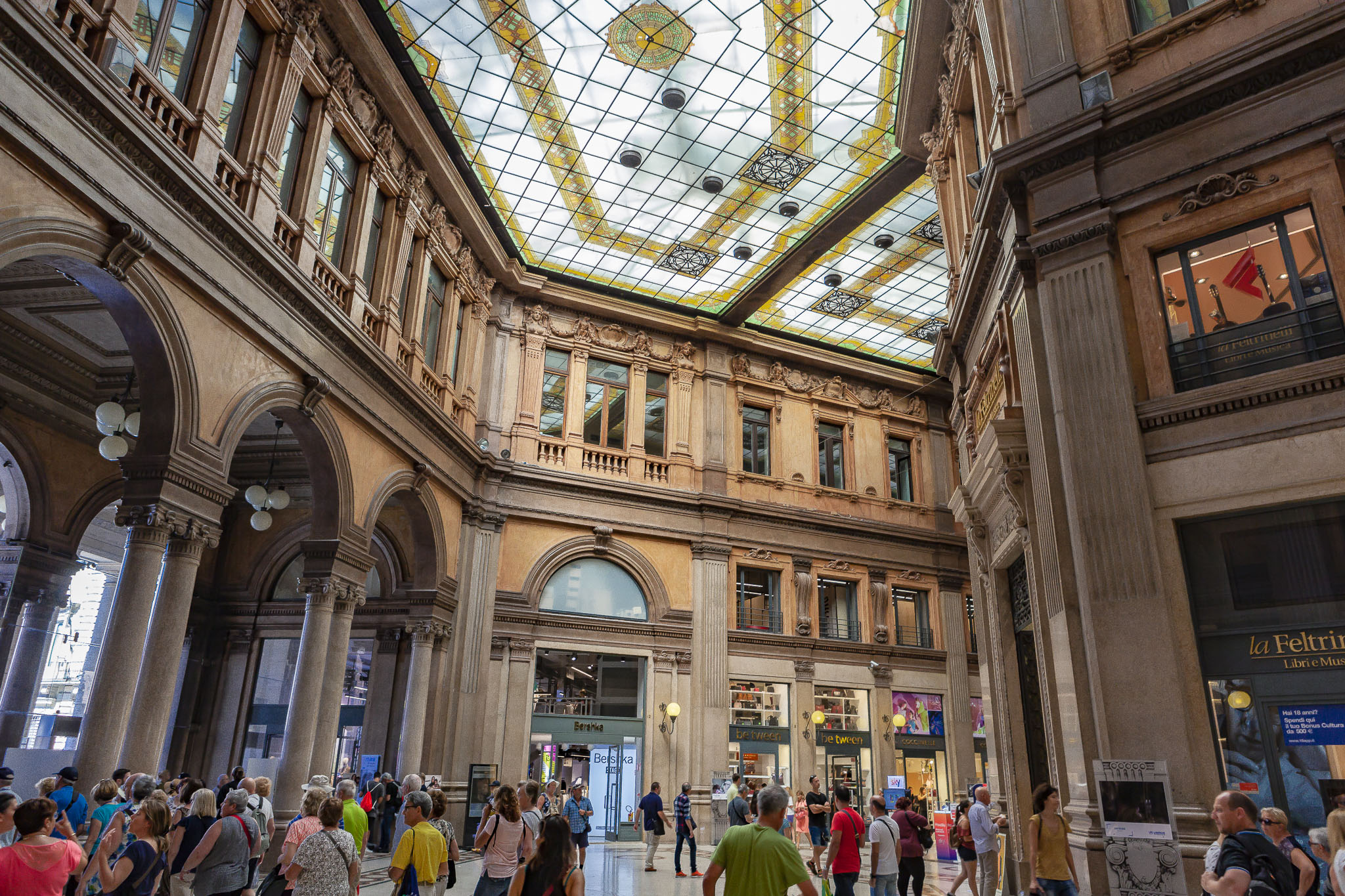
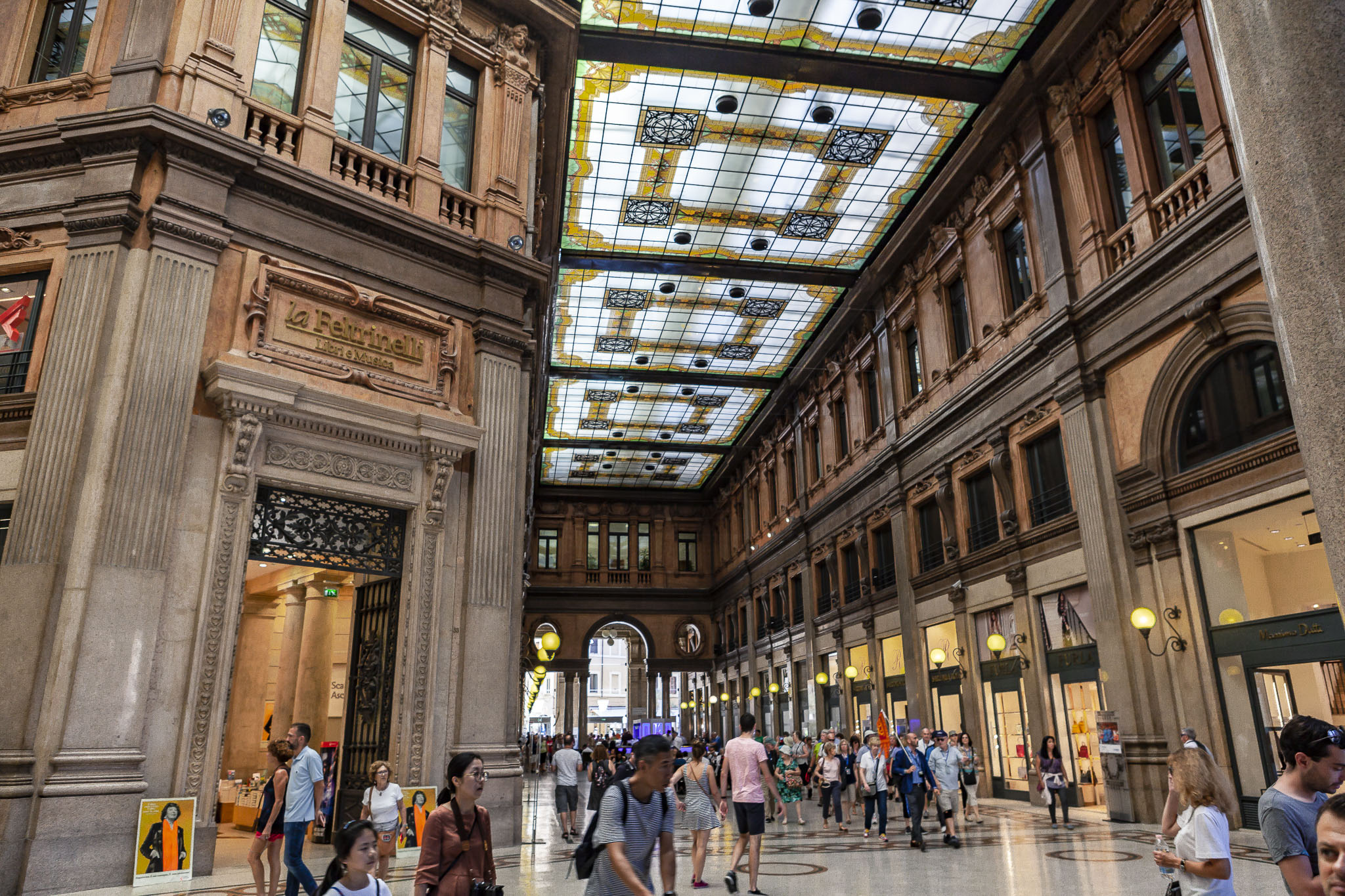
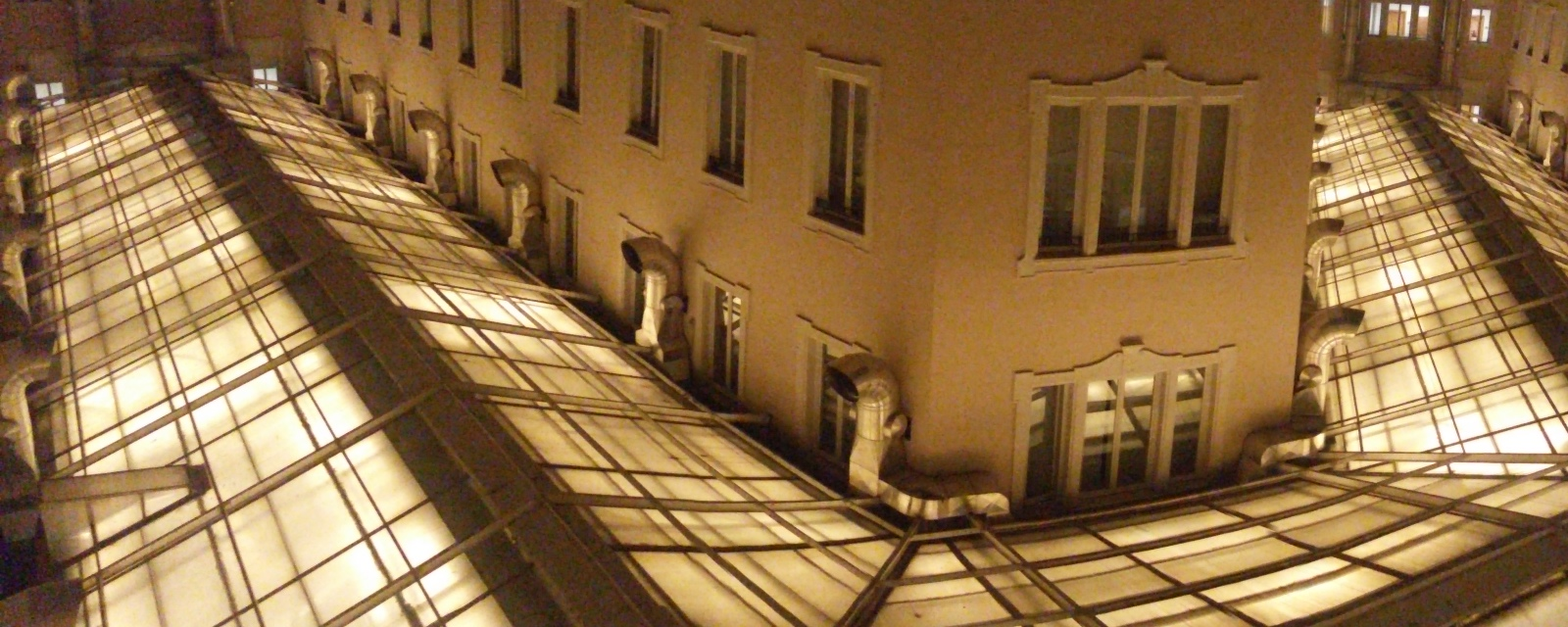